# Тернопіль-ТНПУ

Попередня емблема клубу

Футбольний клуб «Тернопіль-ТНПУ» — український футбольний клуб з міста Тернополя.

## Історія
У 2000 році з ініціативи міського голови Анатолія Кучеренка на базі Педагогічного ліцею Педуніверситету створено команду «Тернопіль-Нива-2», яка стала фарм-клубом тернопільської «Ниви».
У сезонах 2000/01 і 2001/02 виступав у другій лізі. На початку 2002 року команда змінила назву на ФК «Тернопіль».
За підсумками сезону 2001/02 з першої ліги вилетіла «Нива» і через це ФК «Тернопіль» як фарм-клуб втратив професійний статус і розформований.
Від 2003 року команда під назвою «Буревісник» стала виступати у вищій лізі Тернопільської області, представляючи Тернопільський педагогічний університет.
16 травня 2007 року команда відділилася від «Ниви» і оформилася в окремий клуб — «Тернопіль-Буревісник». У тому ж році команда здобула перший трофей — стала чемпіоном області.
Менш багатим на титули видався для команди 2008 рік. Втративши кілька основних гравців основи (Степан Клекот, Андрій Дубчак, Ігор Козелко та Михайло Горліцький поповнили ряди друголігового «Поділля», яке в тому сезоні зайняло третю сходинку в першості), за весь рік команда спромоглась здобути лише обласний суперкубок, здолавши теребовлянський «Бровар» із рахунком 3:1. Проте перемогли теребовлянці представників обласного центру в кубку області, вибивши суперників на стадії півфіналу (перемога 1:0 на своєму полі, та нічия 2:2 у Тернополі. При тому два м'ячі «Бровар» провів у завершальні 5 хвилин гри).
2009 рік став тріумфальним для клубу: в травні підопічні Василя Івегеша та Анатолія Назаренка здобули срібні нагороди чемпіонату України серед студентів, програвши в серії післяматчевих пенальті івано-Франківському «Факелу». А згодом «Тернопіль» здобув титул чемпіона Європи серед студентів, обігравши у фіналі той же «Факел» — 1:0. Крім того, в цьому році команда виграла «золотий дубль», ставши чемпіоном і володарем кубка області.
Наступного року тернопільські футболісти знову стали срібними призерами чемпіонату України серед студентів (тернополяни поступились по пенальті київському «МАУП-Єдність»), а у європейській першості здобули бронзові нагороди (команда в півфіналі поступилась по пенальті майбутньому переможцеві — стамбульському «Халіку»). На обласній арені клуб повторив торішній успіх, здобувши «золотий дубль», а також виграв суперкубок області. Того ж року команда дебютувала в Чемпіонаті України серед аматорів.
Восени 2011 року, після того як команда втретє поспіль виграла чемпіонат області, депутати Тернопільської міської ради ухвалили рішення створити юридичну особу — комунальне підприємство «Футбольний клуб „Тернопіль“», після чого клуб подав до ПФЛ України заявку на проходження процедури атестування, щоб отримати можливість взяти участь у другій лізі чемпіонату України.
У червні 2012 року заявку клубу в ПФЛ було прийнято і «Тернопіль» включили до складу учасників другої ліги в сезоні 2012/13.
У травні 2014 за два тури до завершення чемпіонату виборов путівку до першої ліги.
Володимир Лютий, який недовгий час працював у клубі на посаді заступника гендиректора, у вересні 2016 року стверджував, що Іван Марущак знищує футбол у Тернополі за підтримки влади, а матчі «зливають» на тоталізаторі. 17 вересня того ж року стало відомо, що Марущака таки звільнили з посади головного тренера.
На початку сезону 2017/18 появилася інформація про те, що клуб може припинити існування. 13 серпня 2017 через брак коштів ФК «Тернопіль» не поїхав на гру з «Поліссям» до Житомира і згодом направив до ПФЛ листа про зняття з чемпіонату серед команд другої ліги. 7 вересня 2017 року рішенням КДК ФФУ «Тернопіль» виключений зі змагань. Як повідомив начальник управління у справах сім'ї, молодіжної політики і спорту Тернопільської міської ради Микола Круть, клуб переформатовується та готується «до наступного сезону, щоб у всеозброєнні увійти до реформованої Національної футбольної ліги України».
На початку 2018 року на офіційному сайті ФК «Тернопіль» з'явилось повідомлення про те, що клуб розпочав процедуру атестації для участі в чемпіонаті України серед команд другої ліги у сезоні 2018/19.
У 2021 виступав у чемпіонаті Тернопільської області під назвою «Тернопіль-ТНПУ».

## Статистика професіональних виступів
| Сезон                           | Чемпіонат     | Чемпіонат       | Чемпіонат | Чемпіонат | Чемпіонат | Чемпіонат | Чемпіонат | Чемпіонат | Чемпіонат | Кубок          | Кубок          | Кубок          | Кубок          | Кубок          | Кубок          | Примітки                                                |
| Сезон                           | Ліга          | Місце           | І         | В         | Н         | П         | МЗ        | МП        | О         | Етап           | І              | В              | Н              | П              | М              | Примітки                                                |
| ------------------------------- | ------------- | --------------- | --------- | --------- | --------- | --------- | --------- | --------- | --------- | -------------- | -------------- | -------------- | -------------- | -------------- | -------------- | ------------------------------------------------------- |
| 2000–2001                       | Друга Група А | 11 з 16         | 30        | 8         | 7         | 15        | 26        | 52        | 31        | Не брав участі | Не брав участі | Не брав участі | Не брав участі | Не брав участі | Не брав участі | «Тернопіль-Нива-2»                                      |
| 2001–2002                       | Друга Група А | 15 з 19         | 36        | 9         | 8         | 19        | 26        | 49        | 35        | Не брав участі | Не брав участі | Не брав участі | Не брав участі | Не брав участі | Не брав участі | Перше коло — «Тернопіль-Нива-2», друге — ФК «Тернопіль» |
| Не мав професіонального статусу |               |                 |           |           |           |           |           |           |           |                |                |                |                |                |                |                                                         |
| 2012–2013                       | Друга Група А | 4 з 6 в групі 1 | 30        | 15        | 4         | 11        | 43        | 34        | 49        | 1/64 фіналу    | 1              | 0              | 0              | 1              | 1−3            |                                                         |
| 2013–2014                       | Друга         | 3 з 19          | 36        | 20        | 11        | 5         | 56        | 27        | 71        | 1/4 фіналу     | 4              | 2              | 1              | 1              | 6−5            | Підвищення                                              |
| 2014–2015                       | Перша         | 11 з 16         | 30        | 11        | 8         | 11        | 33        | 49        | 41        | 1/16 фіналу    | 2              | 1              | 1              | 0              | 2−1            |                                                         |
| 2015–2016                       | Перша         | 15 з 16         | 30        | 6         | 7         | 17        | 18        | 47        | 22        | 1/8 фіналу     | 4              | 2              | 0              | 2              | 6−11           |                                                         |
| 2016–2017                       | Перша         | 18 з 18         | 34        | 3         | 6         | 25        | 17        | 70        | 15        | 1/16 фіналу    | 2              | 1              | 0              | 1              | 1−2            | Пониження                                               |
| 2017–2018                       | Друга Група А | 11 з 11         | 4         | 0         | 0         | 4         | 2         | 9         | 0         | 1/64 фіналу    | 1              | 0              | 0              | 1              | 1−1            | Знявся зі змагань                                       |

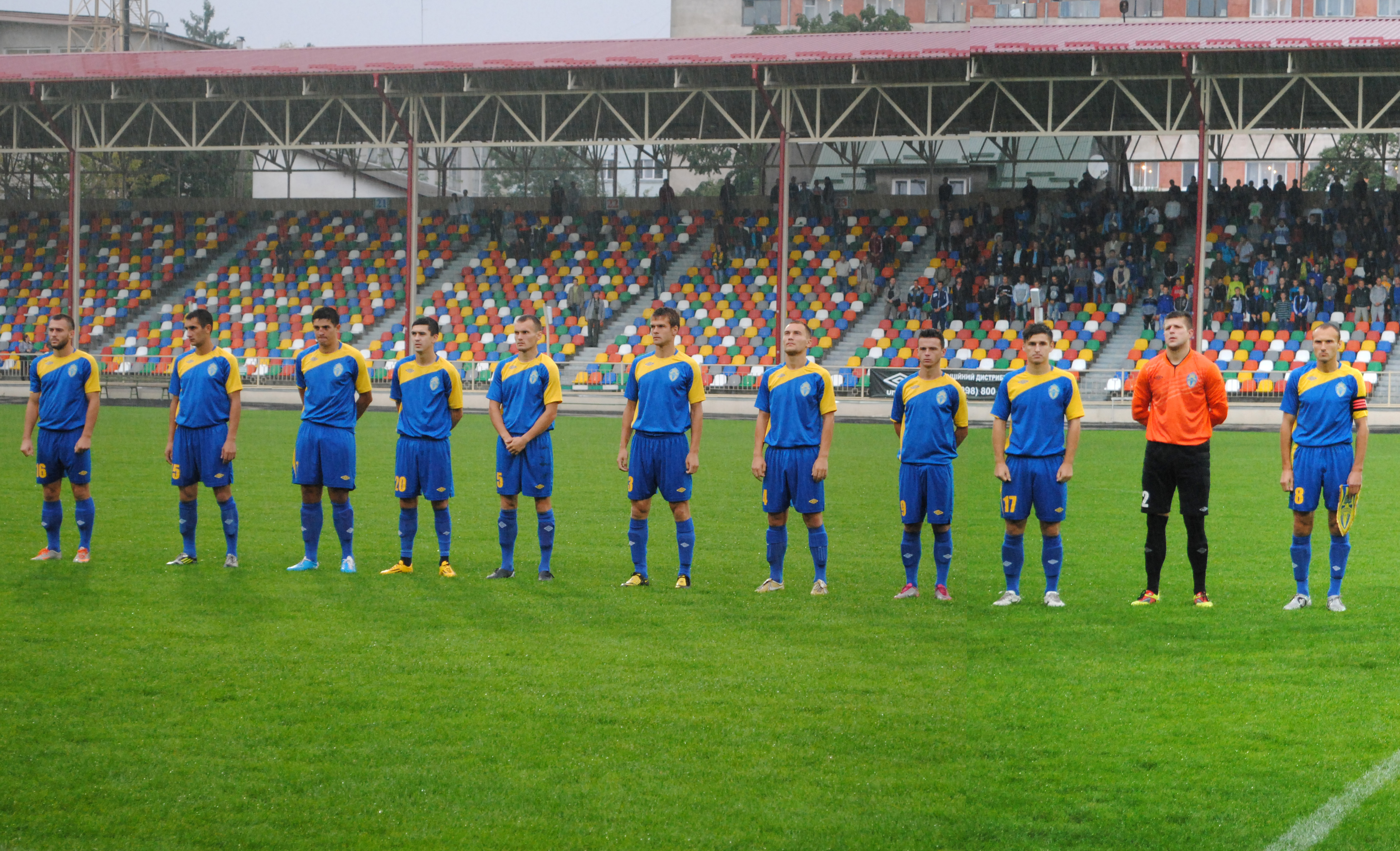
Гравці ФК «Тернопіль» на початку зустрічі з «Нивою» (Тернопіль) 10 вересня 2014 року

## Досягнення
- Бронзовий призер другої ліги чемпіонату України — 2014
- Чемпіон Європи серед студентів — 2009
- Бронзовий призер чемпіонату Європи серед студентів — 2010
- Срібний призер чемпіонату України серед студентів — 2009, 2010
- Бронзовий призер чемпіонату України серед студентів —— 2007
- Чемпіон Тернопільської області — 2007, 2009, 2010, 2011
- Володар Кубка Тернопільської області — 2001, 2009, 2010
- Володар Суперкубка Тернопільської області — 2008, 2010, 2011

## Відомі футболісти
Футболісти, що виступали у вищому дивізіоні
- Роман Годований
- Ігор Курило
- Ігор Пердута
- Віталій Розгон
- Ігор Худоб'як

## Легіонери ФК Тернопіль
- Шота Чомахідзе (2000)
- Автандділ Гвіанідзе (2000)
- Кахабер Дгебуадзе (2000—2001)
- Тенгіз Угрехелідзе (2001)
- Таріел Капанадзе (2001)
- Немо Шелія (2017)
- Есьєн Брайт Джон (2019)

## Галерея
Матч 18-го туру чемпіонату України з футболу 2014—2015: перша ліга між ФК «Тернопіль» та МФК «Миколаїв» 20 березня 2015 року:

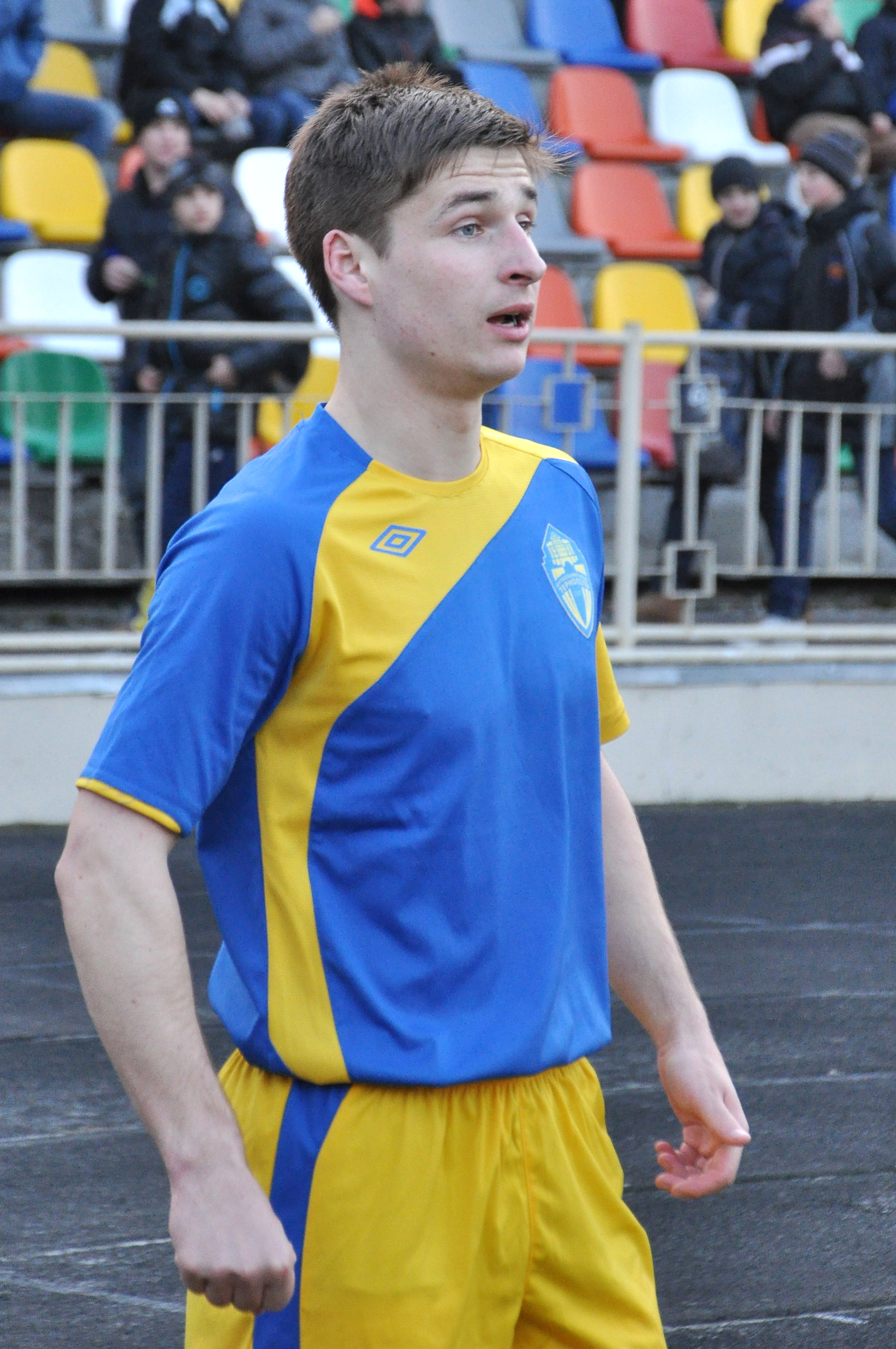
Віталій Богданов
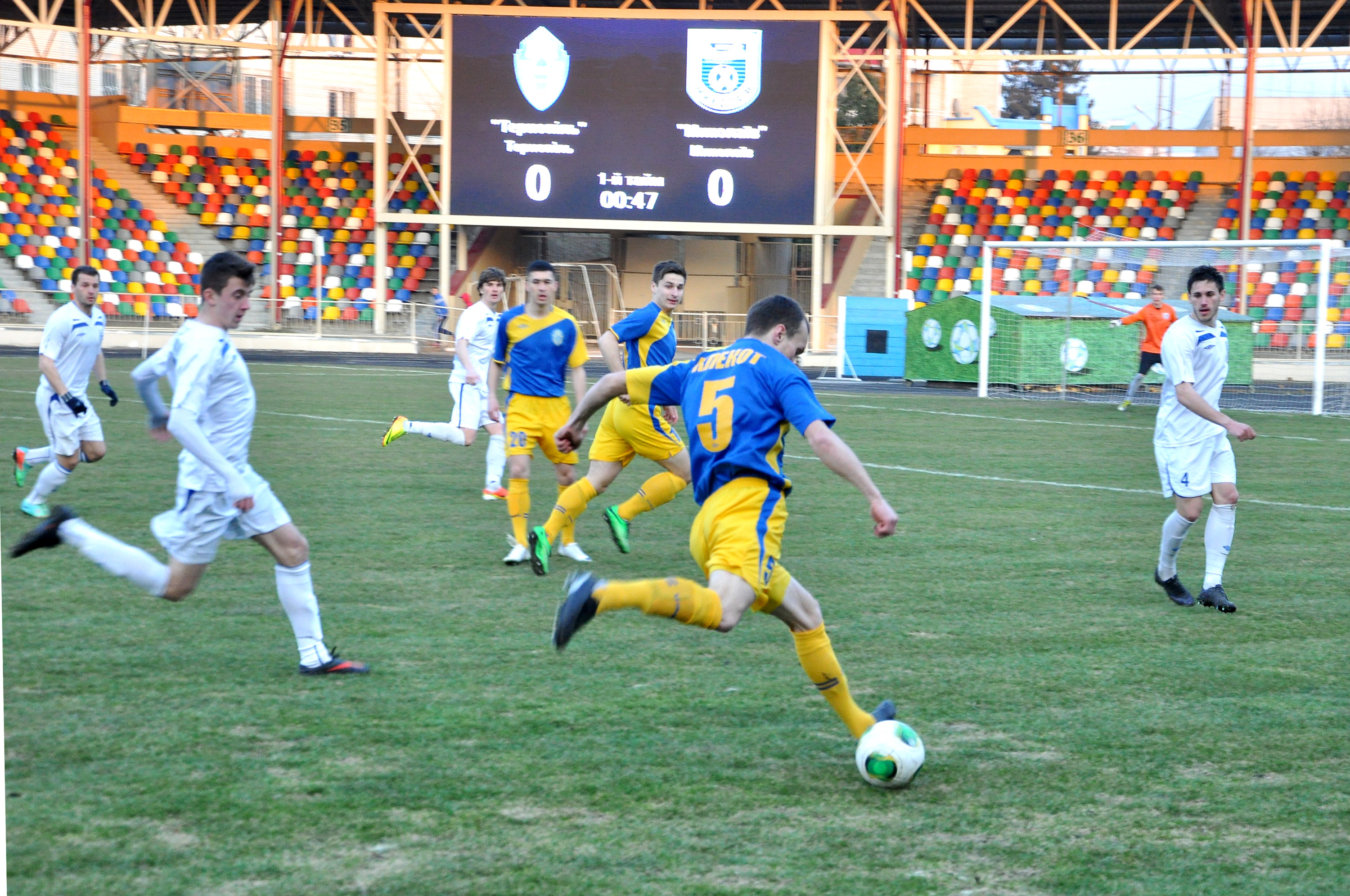
Момент гри
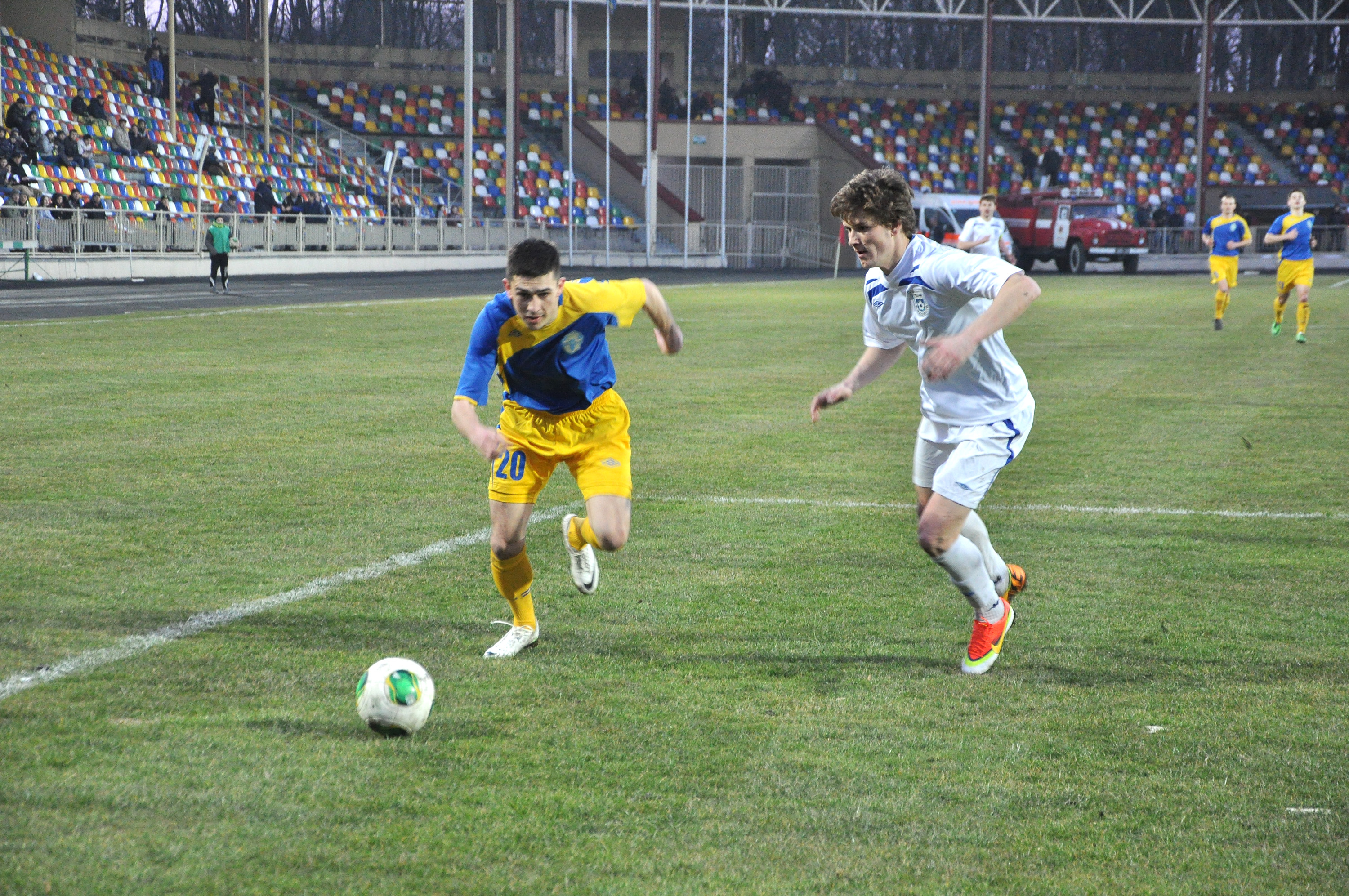
Атакує Ростислав Волошинович

Матч 22-го туру чемпіонату України з футболу 2014—2015: перша ліга між ФК «Тернопіль» та ФК «Зірка» 17 квітня 2015 року:

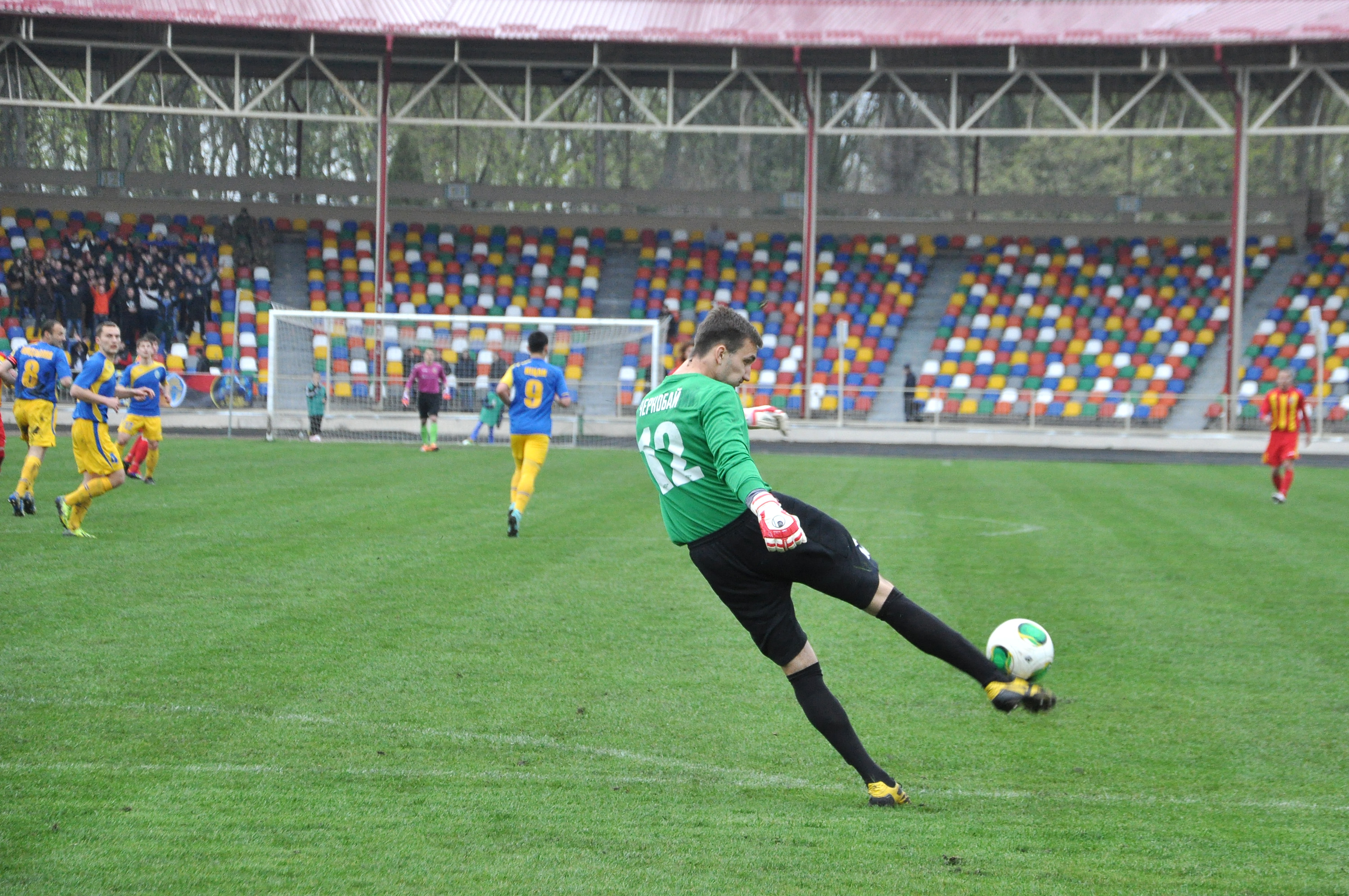
Воротар Сергій Чернобай